# Hadda Ouakki
Hadda Ouakki (på Berbiska : ⵃⴰⴷⴷⴰ ⵓⵄⴽⴽⵉ - Arabiska : حادة أوعكي), född 1953 i Ait Ishaq, Marocko, är en marockansk sångare. Ouakki sjunger såväl på Marockansk arabiska som på tamazight och har kallats för en av Berbisk musik divor.